# Уатлала
Уатлала или Индианците Каскейдс, или само Каскейдс е северноамериканско индианско племе на Горните чинуки, което говори диалект на езика Кикшт или Горен чинук на Чинукското езиково семейство. Селата на групата уатлала са разположени около водопадите на река Колумбия и устието на река Уиламет. Другите чинукски народи ги наричат Аяхаскит или Гатлахишак – хората от водопада. По-известни са с името си уатлала по името на едно от селата им. Други техни имена са Катлатлала, Клачела, Уатламулхам и Катлагакия. Луис и Кларк през 1806 г. ги наричат Шахала – народ, който включва племената йехух, уаклела, клачела и нийрчекиу. Уатлала, които се заселват в резервата Уорм Спрингс след 1855 г. стават известни като групата Кигалтуала на уаско.

## Села
Идентифицирани са следните техни села:
- Уатлала (Уаклела, Уалала, Тлатлала, Гатлатлала, Клачела)
- Ск’маниак
- Кихаягилхам
- Уиматлгикшар
- Гаячакутлк’тих
- Камигуаихат
- Тухуалукт
- Нимишая
- Уахих
- Уашухуал
- Уаяхих (Йехух)
- Суапапани
- Не’ер’че’киу

## Култура
За разлика от своите роднини Крайбрежните чинук, които са предимно уседнали риболовци, тези хора водят полуномадски начин на живот, скитайки през лятото из района, за да ловуват и да събират диви растителни храни. Зимата разпръснатите семейства се завръщат в постоянните си зимни села, построени обикновено на брега на някой поток. Основно жилище е типичната за Платото къща-яма (pit house). През лятото хората използват временни колиби от клони покрити с рогозки от папур. Всяко село има наследствен вожд, а обществото им има наченки на класово разделение. Дрехите им са изработени от кожи. Мъжете обикновено носят набедреник, а жените престилки и плетени шапки. Прерийният стил на обличане става популярен през 19 век. И двата пола носят косите си дълги, сплетени на две плитки. Мъжете подстригват бретона си. Основна храна е сьомгата, допълвана с различни ядивни корени и диви плодове. Мъжете ловуват елени, мечки, зайци и други дребни животни. Основно политическо обединение е зимното село, в което живеят едни и същи семейства свързани по между си. Липсват войнски или тайни общества, или някакви други обединения. Вярванията им са центрирани около индивидуалното взаимодействие с духовете – помощници.